# Тада Сюхей
Сюхей Тада (англ. Shuhei Tada, нар. 24 червня 1996) — японський легкоатлет, який спеціалузіється в спринтерських дисциплінах, призер чемпіонатів світу, чемпіон Азійських ігор та Універсіади в естефеті 4×100 метрів.
На чемпіонаті світу-2017 у складі японського естафетного квартету 4×100 метрів здобув «бронзу».
На наступній світовій першості у Досі повторив свій «бронзовий» успіх дворічної давнини в естафетному бігу 4×100 метрів.